# La lampada di bronzo
La lampada di bronzo (titolo originale The Curse of the Bronze Lamp nell'edizione americana o The Lord of the Sorcerers nell'edizione inglese) è un romanzo giallo pubblicato nel 1945 da John Dickson Carr sotto lo pseudonimo di Carter Dickson. È il sedicesimo romanzo che ha per protagonista Sir Henry Merrivale, noto come "Il Vecchio" o semplicemente "H.M."

## Trama
Lord Severn, un famoso archeologo, è a capo di una spedizione di scavi in Egitto. Quando un membro della spedizione, il professor Gilray, muore improvvisamente dopo il ritrovamento di alcuni antichi manufatti in una tomba, la stampa scandalistica balza sulla notizia con una serie di articoli sulla maledizione dei faraoni, che sarebbe responsabile del decesso. Lady Helen Loring, la figlia di Lord Severn, riporta in Inghilterra un'antica lampada di bronzo proveniente dalla tomba e sfida pubblicamente la maledizione in presenza dei giornalisti. Ma quando fa ritorno nella sua tenuta di campagna, svanisce inesplicabilmente non appena mette piede in casa. Tutte le finestre sono sorvegliate dai giardinieri e nella dimora non ci sono passaggi segreti né nascondigli, eppure Helen si è volatilizzata nell'atrio, lasciando solo la lampada di bronzo sul pavimento di marmo. Sir Henry Merrivale indaga sulla faccenda e ben presto al problema della sparizione della ragazza si aggiungono altri elementi misteriosi, come gli strani traffici di un negozio d'antiquariato, i vaticini di un autoproclamato santone e una testimone che afferma di avere visto Helen dopo la sua scomparsa.

## Personaggi principali
- Lord Severn - famoso archeologo
- Helen Loring - sua figlia
- Kit Farrell - avvocato
- Sandy Robertson - assistente di Lord Severn
- Audrey Vane - amica di Helen
- Julia Mansfield - proprietaria di un negozio di antiquariato
- Leo Beaumont - veggente e medium americano
- Alim Bey - "profeta"
- Signor Benson - maggiordomo
- Signora Pomfret - governante
- Humphrey Masters - ispettore capo di Scotland Yard
- Sir Henry Merrivale - il Vecchio

## Opere derivate
Nel 1944 la BBC mandò in onda, per la serie Appointment With Fear, uno sceneggiato radiofonico, nel quale mancava il personaggio di Sir Henry Merrivale. Carr ne utilizzò la trama  e i personaggi per il romanzo, pubblicato l'anno seguente.

## Edizioni
- Carter Dickson, La lampada di bronzo, traduzione di A.M. Francavilla, collana Classici del Giallo n. 2526, Arnoldo Mondadori Editore, 1997,  p. 251.